# Beinir Bergsson
Beinir Bergsson (geb. Beinir Bergsson Rasmussen; * 10. März 1997 in Tórshavn) ist ein färöischer Dichter und Filmschaffender.

## Leben
Beinir Bergsson wurde 1997 als jüngstes von drei Kindern von Guðmundur Berg Hrafnsson Rasmussen (1963–2010) und seiner Frau Sunrid Josefina Rasmussen (* 1966) in der färöischen Hauptstadt Tórshavn geboren und wuchs in Sørvágur auf. Sein Großvater war Isländer. 2016 legte er seinen Nachnamen Rasmussen ab und trägt seither nur noch das Patronym Bergsson. Er hat einen Bachelorabschluss in Deutscher Sprache von der Háskóli Íslands in Reykjavík, den er 2019 mit der Arbeit Eine komparative Analyse zweier Übersetzungen von Franz Kafkas Die Verwandlung ins Isländische erlangte.
Als er 13 Jahre alt war, starb sein Vater an Krebs, woraufhin Beinir begann, seine Erfahrungen in Gedichten niederzuschreiben. 2017 veröffentlichte er diese in der Gedichtsammlung Tann lítli drongurin og beinagrindin („Der kleine Junge und das Skelett“). Für diese wurde er 2018 mit dem erstmals verliehenen, der färöischen Schriftstellerin Ebba Hentze gewidmeten Ebbuvirðislønin ausgezeichnet. Sein Werk wurde anschließend ins Isländische und Griechische übersetzt. Daneben veröffentlicht er Gedichte in den Zeitschriften Varðin und Vencil. 2021 veröffentlichte er seinen zweiten Gedichtband Sólgarðurin („Halo“, wörtl. „Sonnengarten“), der sich dem Thema Homosexualität widmet. Für diesen wurde er 2022 für den Literaturpreis des Nordischen Rates nominiert.
Neben seiner schriftstellerischen Tätigkeit hat Beinir Bergsson auch an der Produktion mehrerer färöischer Kurzfilme und Musikvideos mitgewirkt, zum Beispiel in Heiðrik á Heygums Film True Love, der auch als Musikvideo zu Eivør Pálsdóttirs gleichnamigem Lied dient.

## Werke

### Gedichte
- 2017: Tann lítli drongurin og beinagrindin
  - 2019: Litli drengurinn og beinagrindin (Isländische Übersetzung von Guðrún Brjánsdóttir)
  - 2020: Το μικρό αγόρι και ο σκελετός (To mikró agóri ke o skeletós) (Griechische Übersetzung von Stergia Kavvalou)
- 2021: Sólgarðurin
  - 2022: Solhaven (Dänische Übersetzung von Erik Skyum-Nielsen)
  - 2023: Ηλιοπαγίδα (Iliopagída) (Griechische Übersetzung von Pinelopi Zaloni)

### Filmografie
- 2013: Heiðrik á Heygum: True Love (Spezialeffekte)
- 2014: Maria Winther Olsen: Sum einglar vit falla (Produktionsassistent)
- 2014: Heiðrik á Heygum: Skuld (Lichtassistent)
- 2017: Maria Tórgarð: Frávik (Produzent)